# 聖菲德爾 (新墨西哥州)
聖菲德爾（英語：San Fidel）是位於美國新墨西哥州錫沃拉縣的普查規定居民點。

## 人口
根據2020年美國人口普查的數據，聖菲德爾的面積為10.90平方千米，皆為陸地。當地共有人口124人，而人口密度為每平方千米11.38人。